# Кульчин (Люблінське воєводство)
Кульчин (пол. Kulczyn) — село в Польщі, у гміні Ганськ Володавського повіту Люблінського воєводства. Населення — 260 осіб (2011).

## Історія
За даними етнографічної експедиції 1869—1870 років під керівництвом Павла Чубинського, у селі переважно проживали греко-католики, які розмовляли українською мовою.
У 1921 році село входило до складу гміни Ганськ Володавського повіту Люблінського воєводства Польської Республіки.
У 1975—1998 роках село належало до Холмського воєводства.

## Демографія
За переписом населення Польщі 10 вересня 1921 року в селі налічувалося 61 будинок та 362 мешканці, з них:
- 175 чоловіків та 187 жінок;
- 222 православні, 125 римо-католиків, 8 юдеїв, 7 євангельських християн;
- 222 українці, 125 поляків, 8 євреїв, 7 німців.

Демографічна структура станом на 31 березня 2011 року:
|          | Загалом | Допрацездатний вік | Працездатний вік | Постпрацездатний вік |
| -------- | ------- | ------------------ | ---------------- | -------------------- |
| Чоловіки | 127     | 36                 | 83               | 8                    |
| Жінки    | 133     | 38                 | 66               | 29                   |
| Разом    | 260     | 74                 | 149              | 37                   |